# Edward Cornwallis

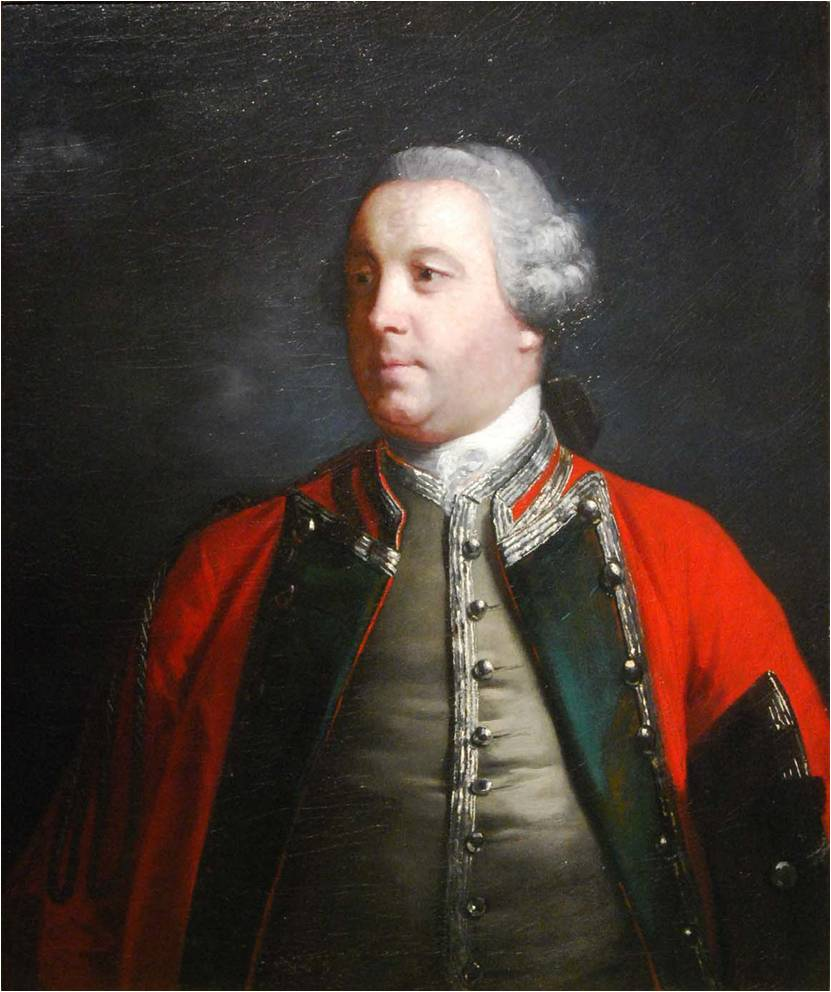
Edward Cornwallis (Gemälde von Joshua Reynolds)

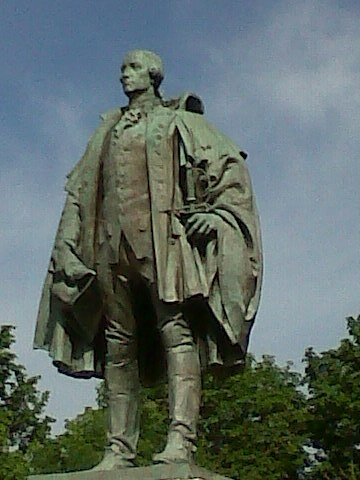
Statue in Halifax

Edward Cornwallis (* 22. Februar 1713 in London; † 14. Januar 1776 in Gibraltar) war ein britischer Offizier, Politiker und Kolonialgouverneur. Als Gouverneur von Nova Scotia war er Gründer von Halifax. Er führte in dieser Zeit einen Krieg gegen die Mi’kmaq. Seine spätere militärische Tätigkeit in Europa rief öffentliche Kritik hervor. Aber seine guten Beziehungen bewahrten ihn vor ernsthaften Konsequenzen. Zuletzt war er Gouverneur von Gibraltar.
Die kanadische Regierung, vertreten durch den für das Historic Sites and Monuments Board of Canada zuständigen Minister, ehrte ihn am 18. Mai 1947 für sein Wirken und erklärte ihn zu einer „Person von nationaler historischer Bedeutung“.

## Frühe Jahre
Cornwallis war der sechste Sohn von Charles, 4. Baron Cornwallis und dessen Frau Charlotte Butler, Tochter von Richard Butler, 1. Earl of Arran. Sein Zwillingsbruder war Frederick Cornwallis, der spätere Erzbischof von Canterbury. Sie waren Pagen am königlichen Hof und wurden am Eton College erzogen.
Im Jahr 1730 trat er als Fähnrich in ein Infanterieregiment der britische Armee ein. Ein Jahr später wurde er zum Oberleutnant, 1734 zum Hauptmann und 1742 zum Major befördert. Er war mehrere Jahre im Stab des Duke of Cumberland tätig.
Zwischen 1743 und 1749 war er als Whig Mitglied des House of Commons für Eye in Suffolk.
Ab 1744 diente er während des Österreichischen Erbfolgekrieges in Flandern. Er nahm an hier der Schlacht bei Fontenoy teil. 1745 wurde er zum Oberstleutnant befördert und kehrte mit seinem Regiment nach England zurück, um sich an der Niederschlagung des Jakobitenaufstandes zu beteiligen. Er besetzte das zurück gewonnene Chester und kämpfte mit seinem Regiment in der Schlacht bei Culloden. Aus Dank für seine Dienste wurde Cornwallis 1747 'Groom of the Bedchamber'. Dieses Hofamt verlor er 1763 durch eine Intrige.

## Gouverneur von Nova Scotia
Im Jahr 1749 wurde Cornwallis zum Colonel und Gouverneur von Nova Scotia ernannt. Die dünn besiedelte Kolonie wurde überwiegend von Franzosen bewohnt, die aus Akadien stammten. Diese standen der britischen Herrschaft ablehnend gegenüber. Hinzu kamen Stämme der First Nations. Die Grenzen zu Neufrankreich waren umstritten. Eine Bedrohung war die Festung Louisbourg auf der Kap-Breton-Insel.
Cornwallis hatte den Auftrag die britische Präsenz in der Kolonie durch die Gründung einer Stadt zu stärken. Diese sollte auch ein Gegengewicht zu Louisbourg werden. Der Platz der Stadtgründung an der Chebucto Bay wurde von den zuständigen Behörden geplant und etwa 2500 Siedler angeworben. Cornwallis gründete auf dieser Basis Halifax. Es entstand während seiner Tätigkeit eine kleine Stadt mit öffentlichen Einrichtungen, einer Miliz und verschiedenen Befestigungswerken. Die Verwaltung der Kolonie wurde nach dem Vorbild von Virginia gestaltet.
Es kam zu Spannungen mit dem französischen Gouverneur von Kanada. Gegen diese Bedrohung wurde Fort Lawrence errichtet. Anfangs versuchte Cornwallis mit den Mi'kmaqs zu einer Verständigung zu kommen. Diese unterhielten allerdings enge Verbindungen zu den Franzosen. Die Mi'kmaqs begannen im August 1749 mit Überfällen. Cornwallis kündigte an, den Stamm auszurotten und setzte Kopfgelder für die Tötung von Männern, Frauen und Kindern aus. Beide Seiten agierten in der Folge mit aller Härte. Es wurden nicht nur Bewaffnete, sondern alle Personen der Gegenseite getötet. Die Briten zahlten Kopfgeld für Skalps an Ranger aus den New Englandkolonien. Umgekehrt bezahlten die Franzosen die Mi'kmaqs für englische Skalps. Die gegenseitigen Überfälle dauerten 1750 und in der ersten Hälfte des Jahres 1751 an. Das harte Vorgehen von Cornwallis wurde in London kritisiert, auch weil man ein Übergreifen der Auseinandersetzung auf andere Kolonien befürchtete. Es kam zu Friedensverhandlungen und Cornwallis hob seinen Kopfgelderlass auf.
Die Beziehungen zu den französischstämmigen Arkadiern waren gespannt. Cornwallis versuchte ihre Kommunikation mit Kanada zu unterbinden und baute Militärposten auf, um sie zu überwachen. Aus Gesundheitsgründen gab er den Posten auf und verließ Halifax im Oktober 1752.

## Weiteres Leben
Auf Bitten des Königs kandidierte er 1752 erfolgreich für einen der Parlamentssitze von Westminster. Im Jahr 1753 heiratete er Mary eine Tochter von Charles Townshend, 2. Viscount Townshend. Das Paar blieb kinderlos. Politisch war er mit Thomas Pelham-Holles, 1. Duke of Newcastle-upon-Tyne verbunden. Mit dessen Unterstützung konnte er 1761 seinen Parlamentssitz verteidigen. Er blieb bis 1762 Parlamentsmitglied.
Zu Beginn des Siebenjährigen Krieges segelte er mit der Flotte des Admirals John Byng nach Menorca, wo sein Regiment stationiert war. Er war an dem Kriegsrat beteiligt, auf dessen Beschluss Byng es aufgab, der von den Franzosen belagerten Hauptstadt der Insel Entsatz zu bringen. Cornwallis wurde beim anschließenden Kriegsgerichtsverfahren freigesprochen, während Byng später hingerichtet wurde. Diesen Ausgang verdankte Cornwallis insbesondere einflussreichen Freunden.
Im Jahr 1757 nahm Cornwallis an dem gescheiterten Landungsunternehmen bei Rochefort teil. An der Entscheidung das Unternehmen aufzugeben, war auch Cornwallis im Kriegsrat beteiligt. In der Presse wurde auch er dafür scharf kritisiert.
Dennoch wurde er 1757 zum Major-General und 1760 zum Lieutenant-General befördert. Cornwallis wurde 1762 Gouverneur von Gibraltar. Er war damit beschäftigt genügend Nahrungsmittel aus Nordafrika zu beschaffen, die Festungswerke zu verstärken, die Stärke des spanischen Militärs und Flotte zu erkunden und umgekehrte Spionageversuche der Spanier abzuwehren. Er bat die Regierung um die Entsendung von mehr Truppen und Schiffen um den Besitz zu schützen. Seit 1765 machte sich eine schwere Erkrankung bemerkbar, möglicherweise handelte es sich um einen Hirntumor, die in mehrfach zwang, für mehrere Jahre zur Erholung seinen Posten zu verlassen.